# Latakia (provins)

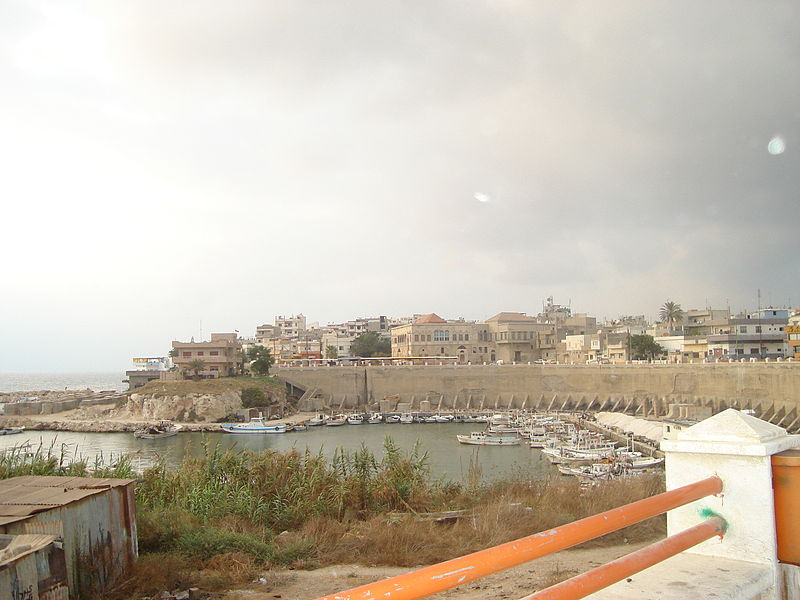
Hamnen i Jabla, 2012.

Latakia (arabiska: اللاذقية, al-Ladhiqiya) är en provins i nordvästra Syrien, med gräns mot Turkiet i norr och kust mot Medelhavet i väster. Den administrativa huvudorten är Latakia. Befolkningen uppgick till 959 000 invånare i slutet av 2008, på en yta av 2 297 kvadratkilometer. De största städerna är Latakia och Jabla. 

## Administrativ indelning
Provinsen är indelad i fyra distrikt, mintaqa:
- al-Haffa
- Jabla
- Latakia
- al-Qardaha